# Liste der Mitglieder des zweiten Landtages von Württemberg-Baden
Der zweite Landtag des Landes Württemberg-Baden wurde in der Landtagswahl in Württemberg-Baden 1950 am 19. November 1950 gewählt. Die erste Plenarsitzung fand am 5. Dezember 1950, die letzte am 30. Mai 1952 statt.

## Präsidium
Präsident war Wilhelm Keil (SPD). Vizepräsidenten waren Wilhelm Simpfendörfer (CDU) und Carl Schaefer (DVP).

## Sitzverteilung
| Partei | Sitze    |
| ------ | -------- |
| SPD    | 34 Sitze |
| CDU    | 28 Sitze |
| DVP    | 22 Sitze |
| DG/BHE | 16 Sitze |

## Mitglieder

### A
- Karl Aberle, SPD
- Kurt Angstmann, SPD

### B
- Gotthilf Bayh, SPD
- August Berberich, CDU
- Franz Bläsi, CDU
- Armin Bodechtel, SPD
- Johann Peter Brandenburg, DVP
- Gotthold Brendle, CDU
- Heinz Burneleit, DVP, Mandat niedergelegt am 17. Februar 1951 (Nachfolger: Hans Vatter)

### D
- Emmy Diemer-Nicolaus, DVP
- Karl Dippon, CDU
- Jakob Dörr, CDU
- Carl Dornes, DVP

### E
- Karl Ebert, SPD
- Josef Eisele, CDU

### F
- Eduard Fiedler, DG/BHE
- Albert Flattich, DVP

### G
- Valentin Gaa, CDU
- Hans Geiger, SPD
- Walter Gerrads, DVP
- Marta Giesemann, SPD
- Otto Gönnenwein, DVP

### H
- Hans Häring, CDU
- Anna Hartnagel, DVP
- Karl Hauff, SPD
- Helmut Haun, DG/BHE
- Wolfgang Haußmann, DVP
- Wilhelm Heibel, CDU
- Wilhelm Heinzelmann, DG/BHE, Mandat niedergelegt am 2. April 1952[1] (Nachfolger: Eugen Ruckhäberle)
- Karl Helffenstein, DVP
- Gustav Heller, SPD
- Fritz Helmstädter, SPD
- Emil Henk, SPD
- Johannes Hennings, DG/BHE
- Alfred Herbig, SPD
- Friedrich Herrmann, DVP
- Karl Hettich, SPD
- Fridolin Heurich, CDU
- Albert Höhnle, CDU
- Herbert Hoffmann, SPD
- Paul Hofstetter, SPD
- Anton Huber, CDU
- Josef Humpf, CDU
- Franz Hund, SPD

### J
- Josef Janota, DG/BHE

### K
- Edmund Kaufmann, CDU (ab 28. Januar 1952 DVP[2]), Mandat niedergelegt am 5. Februar 1952 (Nachfolgerin: Maria Scherer)
- Wilhelm Keil, SPD
- Erdmann Kladziwa, SPD
- Johann Klein, CDU
- Wilhelm Kleinknecht, SPD
- Hermann Knorr, SPD, eingetreten am 24. Januar 1951 als Nachfolger für Hermann Veit
- Gottlob Kopp, DVP
- Adolf Kühn, CDU
- August Kuhn, CDU

### L
- Josef Lang, CDU, eingetreten am 30. Januar 1952 als Nachfolger für Karl Vogt
- Otto Lauer, SPD
- Ludwig Leber, CDU
- Gottlieb Leeger, DVP
- Fritz Lingenberg, SPD, eingetreten am 28. Februar 1952 als Nachfolger für Erich Nies, Mandat aberkannt durch Urteil des Staatsgerichtshofs vom 18. April 1952[3]
- Josef Löhner, DG/BHE

### M
- Reinhold Maier, DVP
- Emil Martin, SPD
- Wilhelm Mattes, DG/BHE
- Lena Maurer, SPD
- Siegfried Melinski, DG/BHE
- Karl Mocker, DG/BHE
- Emil Möhrlin, CDU
- Alex Möller, SPD
- Erich Möller, DG/BHE
- Friedrich Moltenbrey, SPD

### N
- Carl Neinhaus, CDU
- Erich Nies, SPD, verstorben am 22. Januar 1952 (Nachfolger: Fritz Lingenberg)
- Erich Nill, DVP
- Walter Nischwitz, DVP

### P
- Karl Pachowsky, DG/BHE
- Albert Pflüger, SPD

### R
- Maria Raiser, CDU
- Alfred Rauch, CDU
- Stefie Restle, SPD
- Karl Riegel, SPD
- Hugo Rimmelspacher, SPD
- Hugo Roller, SPD
- Eugen Ruckhäberle, DG/BHE, eingetreten am 18. April 1952 als Nachfolger für Wilhelm Heinzelmann
- Alfons Rumrich, DG/BHE
- Jakob Ruppert, CDU

### S
- Carl Schaefer, DVP
- Ernst Schäfer, SPD
- Franz Schebeck, DG/BHE
- Maria Scherer, CDU, eingetreten am 20. Februar 1952 als Nachfolge für Edmund Kaufmann
- Hanns Schloß, DVP
- Franziska Schmidt, SPD
- Hermann Schneider, DVP
- Georg Schuster, DVP
- Josef Schwarz, DG/BHE
- Wilhelm Simpfendörfer, CDU
- Walter Staubitz, SPD
- Heinrich Stooß, CDU
- Eugen Strobel, DVP

### T
- Walther Tittor, DG/BHE
- Wilhelm Traub, SPD

### U
- Fritz Ulrich, SPD

### V
- Hans Vatter, DVP, eingetreten am 21. Februar 1951 als Nachfolger für Heinz Burneleit
- Hermann Veit, SPD, Mandat niedergelegt am 12. Januar 1951 (Nachfolger: Hermann Knorr)
- Karl Vogt, CDU, verstorben am 21. Januar 1952 (Nachfolger: Josef Lang)

### W
- Richard Walitza, DG/BHE
- Friedrich Werber, CDU
- Franz Wiedemeier, CDU
- Hermann Wild, DVP